# 너만 좋아해
《너만 좋아해》(중국어 간체자: 我只喜欢你, 정체자: 我只喜歡你, 병음: Wǒ zhǐ xǐ huān nǐ 워즈시환니[*], 한자음: 아지희환니, 프랑스어: Le Coup de Foudre 르 쿠프 드 푸도르[*])는 중국의 웹드라마이다.

## 등장 인물

#### 주요 인물
| 배우        | 역할                                | 인물 소개                                       |
| 우첸        | 자오차오이 (조교일 / 赵乔一 / Joey) | 게자리, 옌모와 같은 반의 친구, 후 아내.         |
| 장우검      | 옌모 (언묵 / 言默 / Frank)          | 염소자리, 차오이와 같은 반의 친구, 후 남편.     |
| 자오즈웨이  | 자오관차오 (조관조 / 赵观潮)        | 우이의 남편, 차오이의 쌍둥이 오빠.              |
| 마리 (马栗) | 하오우이 (학오일 / 郝五一)          | 관차오의 아내, 차오이의 절친, 온라인 소설 작가. |

#### 그 외 인물
- 페이다촨 : 안거 - 우이와 차오이의 친구이자, 옌모의 외삼촌
- 페이 서장 : 다촨의 아버지이자 차오이父의 친구
- 린 슈 : 페이다촨의 누나이며 옌모의 어머니이자 발레리나
- 청유메이 : 장위에잉 - 옌모의 약혼녀로 영어 이름은 엘리샤
- 청예 : 청유메이의 오빠로 옌모의 라이벌
- 자오 수잉 : 차오이, 관차오의 어머니

## 방송 국가
| 국가                | 방송사   | 제목                                    | 첫 방송 날짜   |
| ------------------- | -------- | --------------------------------------- | -------------- |
| 중국                | 유쿠     | 我只喜欢你                              | 2019년4월29일  |
| 중국                | 텅쉰스핀 | 我只喜欢你                              | 2019년4월29일  |
| 대만                | LINE TV  | 我只喜欢你                              | 2019년4월29일  |
| 대만                | iQIYI    | 我只喜欢你                              | 2019년4월29일  |
| 대한민국            | 중화TV   | 너만 좋아해: 아지희환니                 | 2019년6월10일  |
| 브루나이 말레이시아 | dimsum   | Le Coup de Foudre (Love at First Sight) | 2019년4월29일  |
| 인도네시아 싱가포르 | dimsum   | Le Coup de Foudre (Love at First Sight) | 2019년10월29일 |